# Cultura capsiense

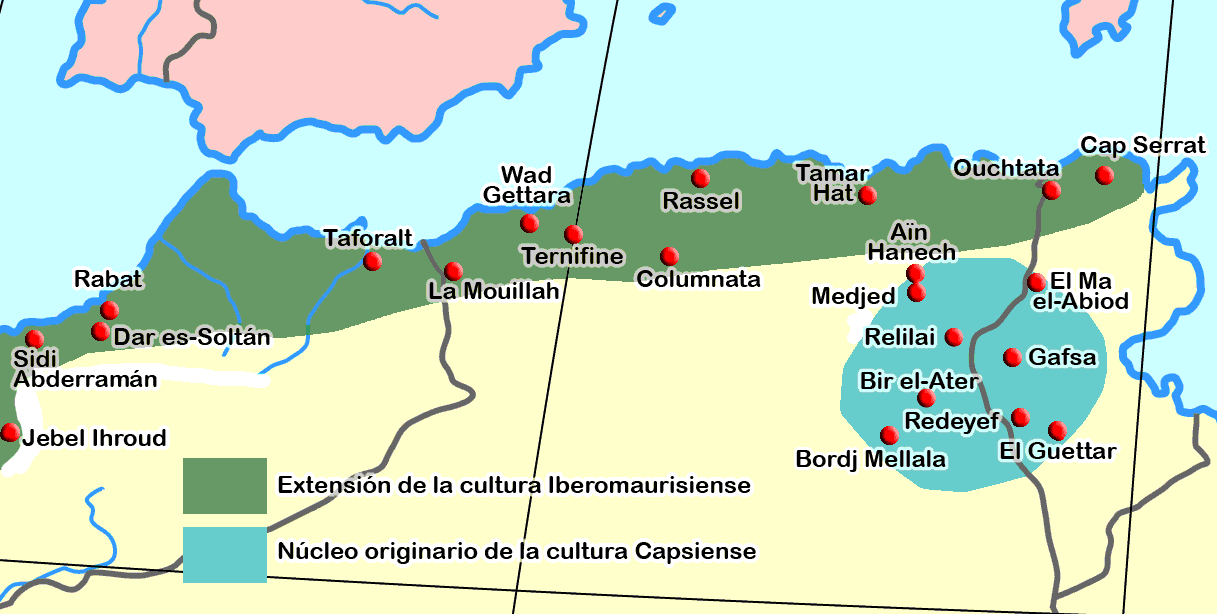
Mapa de las áreas de extensión de las culturas norteafricanas en el Neolítico

La cultura capsiense es una cultura del Mesolítico desarrollada en Túnez, derivada de la ateriense. En ella se aprecia una aportación étnica del tipo racial mediterráneo, representada por el Hombre de Aïn Dokkara o de Chacal, probablemente mezclado con cromañoides locales. Aunque el periodo aceptado para esta cultura abarca entre el 10.000 a. C. y el 6.000 a. C., su presencia no está acreditada hasta el 6.800 a. C., mucho después de las últimas manifestaciones ibero-mauritanas, mientras que los últimos hallazgos están fechados hacia el 2.700 a. C.
El periodo capsiense se inició en el área central de Túnez, en la zona de Gafsa (la antigua Capsa), sin llegar nunca a la costa, así como en la región argelina de Tébessa, y hacia el Oeste hasta Uled Yellal, con algunos indicios en el norte del Sáhara.

## Características
Los microlitos geométricos son una de las principales características de la cultura capsiense, y que no aparecen durante la fase ibero-mauritana. El capsiense emplea los mismos procedimientos en la talla y el retoque, pero obtiene utillajes diferentes, reflejo de un modo de vida distinto.
Una diferencia notable entre ambas culturas es la práctica de la avulsión de los dientes, práctica que existe aún entre las mujeres de algunas poblaciones africanas, y que indicaría una probable pertenencia al mismo tronco del que descienden los bereberes.
En los asentamientos de los capsienses se localizan aglomeraciones de cenizas, piedras calcinadas, conchas de caracoles, piezas de sílex tallado, y ornamentos de animales y personas.

## Fases
El capsiense suele dividirse en tres fases: una inicial llamada Capsiense Típico, otra intermedia denominada Capsiense Superior o Evolucionado y una tercera final llamada Capsiense Neolítico.

### Capsiense Típico
El utillaje capsiense es de gran volumen: predominan buriles de ángulos truncados, y lascas y hojas de dorso rebajado, junto a los ya citados microlitos geométricos que hicieron pensar en su extensión a la península ibérica, donde también aparecieron. Hoy sabemos que estos microlitos no son exclusivos de los capsienses, ya que existen en otros puntos, y en todo caso parece más probable que la emigración fuera del Norte hacia África que al contrario. Las formas geométricas microlíticas se obtenían mediante el golpe del microburil. Esta fase se superpuso finalmente a la cultura ibero-mauritana.

### Capsiense Evolucionado
El capsiense evolucionado abandona el utillaje de gran tamaño, y sus utensilios son extremadamente variados: perforadores, puntas, buriles, etc. Los recortes de buril se transforman a veces (mediante retoques sobre yunque) en púas rectas, características de esta fase.
El capsiense evolucionado rebasó los límites del capsiense típico por el oeste, llegando hasta más allá de Constantina y hasta las regiones de Argel y Orán, y por el Sáhara, llegando hasta Tidikelt.
A orillas de los lagos salados los capsienses recogieron caracoles, ingrediente básico de su alimentación, aunque probablemente a partir de la fase siguiente, el capsiense neolítico.

### Capsiense Neolítico
Es la cultura capsiense la que introduce el arte en el Magreb, con objetos muebles y grabados rupestres, siendo muy notables las plaquitas grabadas y los fragmentos de huevos de avestruz decorados, del periodo evolucionado, que alcanzan su apogeo en el periodo Neolítico, en el oeste y la zona sahariana. La utilización de los huevos de avestruz como recipiente retardó la aparición de la cerámica.
Básicamente los capsienses son receptores de influencias, de la península ibérica tal vez pero más probablemente de Egipto, donde los microlitos se usaban ya a finales del Paleolítico.
Avanzado el Neolítico, importaron todos los animales domésticos, y su economía de cazadores-recolectores se transformó en una economía ganadera y preagrícola, sin abandonar la caza, sobre todo en el oeste y en el Sáhara.